# Henschel Hs 127
Henschel Hs 127 – niemiecki samolot bombowy z okresu II wojny światowej.

## Historia
W 1935 roku niemieckie Ministerstwo Lotnictwa (RLM) ogłosiło konkurs na budowę dwusilnikowego szybkiego samolotu bombowego. Konkurs zakładał, że samolot ten powinien rozwijać prędkość ponad 450 km/h oraz przenosić ładunek bomb o wadze co najmniej 500 kg. Do tego konkursu przystąpiła m.in. firma Henschel Flugzeugwerke AG, która opracowała samolot oznaczony jako Hs 127. 
Projekt został przyjęty przez Ministerstwo Lotnictwa (RLM) oraz zamówiono budowę trzech prototypów tego samolotu. Pierwszy prototyp Hs 127V-1 został oblatany już pod koniec 1937 roku. Następnie zbudowano drugi prototyp Hs 127V-2, który był gotowy latem 1938 roku. Oba prototypy podano badaniom oraz porównano je z innymi samolotami zgłoszonymi do tego konkursu. Porównanie wykazało, że lepsze osiągi posiada samolot Junkers Ju 88, który ostatecznie uznano za samolot lepszy i wprowadzony do produkcji seryjnej.  Zrezygnowano wtedy z dalszych badań nad samolotem Hs 127, zrezygnowano również z budowy trzeciego z zamówionych prototypów.  
Ostatecznie zbudowano tylko dwa prototypy samolotu Henschel Hs 127.

## Użycie
Samolot Henschel Hs 127 był używany tylko do prób i badań w locie.

## Opis konstrukcji
Samolot Henschel Hs 127 był dolnopłatem o konstrukcji całkowicie metalowej. Kabina zakryta. Podwozie klasyczne z kółkiem ogonowym wciągane w locie. Napęd stanowiły dwa silniki rzędowe. Prototypy nie posiadały uzbrojenia, planowano, że uzbrojenie obronne składać się będzie z 3 karabinów maszynowych i samolot będzie mógł przenosić ładunek bomb o wadze do 1500 kg.